# 真田アサミのコミックデ・ジ・キャラット
『真田アサミのコミックデ・ジ・キャラット』（さなだあさみのコミックデ・ジ・キャラット）は隔月刊誌「コミック デ・ジ・キャラット」（後の「コミデジ+」）が冠になっているブロッコリーのインターネットラジオ番組の名称、および雑誌「コミック デ・ジ・キャラット」としての名称でもある。
ブロッコリー（本放送）は毎週木曜日配信、＜音泉＞（再配信）では毎週月曜日に4日遅れで配信していた。

## パーソナリティ
- 真田アサミ（デ・ジ・キャラット役）
- アシスタント
  - 井口裕香（うさだあかり役）

## 放送内容

### 2005年
- 真田にとっては前年（2004年）年末で終了した番組「D.U.P.のWelcome!PARTY☆NIGHT」、井口にとっては「にょにょらじ」以来のラジオレギュラー。
- プレ放送は2005年2月24日、本放送開始は同年3月3日。＃7（4月14日配信分）からは4日遅れで毎週月曜日に音泉でも再配信されるようになった
- 過去の収録風景写真は同番組公式サイトコンテンツ内の「写真館」で見ることが出来る
- 7月31日に四谷LIVE GATE TOKYOで当番組の公開録音
- 7月7日配信分には井口が17歳の誕生日を迎える（7月11日生）。真田から17歳の目標を聞かれると「やさぐれないこと、バカにされないこと、興味を持って実行する」（＃19）
- その約2ヵ月後の＃28には（誕生日が配信日にあたる9月8日生）真田の誕生日を迎えた。井口と違ってこちらは年齢のことには全く触れられず。これはおそらくこの番組より早く配信されている「ローゼンメイデン・ウェブラジオ 薔薇の香りのGarden Party」（ランティスウェブラジオ・＃13・9月2日配信分）で「聞かないでおいてくれる?くれぐれもみんなも」と言っていたことや（そのため次の週の＃14・9月9日配信分には沢城みゆきは真田に気を使うハメに…）井口が11歳も離れているという立場上、真田に気を使っていたことなどが考えられる。
- ＃33（10月13日OA分）にて「番組が10月いっぱいで終了」という告知が発表された。公録を過ぎた＃24（8月11日放送分）あたりから「相談しよう-」がパッタリと行われなくなったことから打ち切りの予定はついていたものだと思われる。
- 真田、購入したばかりのデジタルカメラを収録中なのにエンディングで撮りまくった（＃33）
- 10月27日の配信で最終回を迎えた。「チャレンジスキルアップ」のサックス演奏後、早い打ち切りで不完全燃焼だったのか真田はちょっと泣いていた（＃35）
- 「コミックデ・ジ・キャラット」が「コミデジ」として雑誌がリニューアルしたのをキッカケに同関連の後番組は「佐藤ひろ美のコミデジ」として情報を伝えていく。（開始時ラジオ関西でも放送開始）

## コーナー
でじこの4コマシアター
でじこ扮する真田とうさだあかり（兼動物の鳴き声）扮する井口が登場するミニコントコーナー
外部リンク先の宛先にハガキか封書で送ることが応募方法となっている
でじこのお告げ
こんなことをしようというアドバイスをでじこに扮して毎週1ネタ紹介されるコーナー
ラッキーなお告げを募集
相談しよう、そうしよう
リスナーからの悩みに真田が直接電話で相談し、解決の糸口を見つけてもらうコーナー
ただし、「コミックデ・ジ・キャラット」（女性向け雑誌）という冠タイトルがついている関係上からか女性限定（高校生〜社会人前後か）とされている。なお、このコーナーのみ番組の意向で井口は外れている
過去（＃13・5月26日OA）には井口裕香本人がペンネームうさだあかりの名義で相談したり、＃18（6月30日OA）には近藤佳奈子（G.G.F）が電話で登場した（悩みの内容は家にあるぬいぐるみが捨てられずどうしたらいいかだった）
真田アサミのチャレンジ!スキルアップ!
真田の技能、能力を向上させるチャレンジコーナー。
チャレンジの様子はエンディング告知後にあり判定は井口の独断で決められる。

## 全35回のチャレンジ結果
番組初回からほぼサックスに挑戦していたが、公録を過ぎた辺りから別のチャレンジにも挑戦するようになった
2005年
1. （3月 3日配信分）：辛うじて音が鳴った（○）
2. （3月10日配信分）：まだスカスカの音の出（×）
3. （3月17日配信分）：まずはどこも押さえずに4秒間音を真っ直ぐ吹く（基本中の基本）→ミ、レ、ドの順番に吹く（○）
4. （3月24日配信分）：高いドからミまで順番に吹く→ファがきれいに出ず（×）
5. （3月31日配信分）：引き続きド〜ミまでを順番に吹く→結果：安定して音が出た。真田曰く「練習時には出なかったのに」と自分でも驚いていた（○）
6. （4月 7日配信分）：タンギング〔※1〕に挑戦→結果：軽やかにいかず（×）
7. （4月14日配信分）：タンギング音にバラつき→結果：（×）
8. （4月21日配信分）：低いド〔※2〕から順番に吹いていく→ファ辺りから擦れ　結果：（×。このあと真田は腹筋20回をやることに）
9. （4月28日配信分）：前週と同じチャレンジ→結果：（○）
10. （5月 5日配信分）：「チューリップ」を演奏する（気分転換）→結果：（×）
11. （5月12日配信分）：前週同様「チューリップ」演奏→結果：（×。フル演奏も音にまだ不安定があり井口は「△に近い×」と評価）
12. （5月19日配信分）：3週連続「チューリップ」→結果：（×。最後部分のミがどうしても高くなるためどうしても擦れる）
13. （5月26日配信分）：サックスを一旦休止し、井口から出された英会話に答える（全5問）→結果：5問中2問正解
14. （6月 2日配信分）：前週お休みだったサックスを再開。曲演奏は「チューリップ」→結果：（×）
15. （6月 9日配信分）：井口が指定した音階を吹く（ちなみに言った部分は低ド→ファ→ラ→低レ→ミ→高ドの順）→結果：採点なし（全体的にミだけが擦れたという結果に）
16. （6月16日配信分）：高いドから低いドまで順番に吹く→結果：採点なし（2度やるもミ→レから擦れ始めドで擦れる。音は出るが肺活量に難あり）
17. （6月23日配信分）：前週に同じ→結果：採点無し（?）。低いドと高いドを吹くも既に息切れる（この週真田に「ビタミンD」という課題曲が渡された）
18. （6月30日配信分）：「ビタミンD」のAメロを吹く→結果：○（先週より上達していたので）
19. （7月 7日配信分）：同曲のAメロを途中で止めていたので、Bメロまで演奏→結果：○（井口は結構褒めていた）
20. （7月14日配信分）：Aメロ全部までいったのでBメロを吹く→結果：×（井口、珍しく厳しい判定）。楽譜をかなり覚えてきた模様
21. （7月21日配信分）：サビメロの頭（ゆっくり始まるところの部分）の部分を吹く→結果：○（井口、綺麗な出来に○どころか◎評価）
22. （7月28日配信分）：意気込みをサックスで奏でる→結果：採点なし（音が出なかったのは決まった場所を押さないと出ないとのこと）
23. （8月 4日配信分）：初の公録で会場の客に「ビタミンD」を披露する→結果：○（会場客大拍手）
24. （8月11日配信分）：公録で披露し終わったサックスについて2人がお便りで総括などをしたためお休み
25. （8月18日配信分）：先週同様今後のスキルアップを何をするか決めたためお休み。ちなみにリスナーからの提案はドラム、日本語文章能力検定があった（実際はサックスをこれからも極めてほしいというお便りがほとんど）
26. （8月25日配信分）：利きマンゴージュース対決（夏休み特別企画）のため休止
27. （9月 1日配信分）：約1ヶ月ぶりにサックスの音がちゃんと出るかどうかチェック（結果は音が出ていた）。そのあと練習で「long long ago」を演奏した
28. （9月 8日配信分）：真田がサックスの吹き口を忘れてきたため、急遽「漢字検定2級レベル問題」を二人で行う事になった→結果：10点満点で真田7点、井口4点
29. （9月15日配信分）：私立中学の入試問題からスタッフが選んできた問題を解く（国語・算数・理科・社会計4教科各教科25点ずつの配点）→結果：真田90点（国：20点、算・理・社：各25点）　井口：65点（国：0点、算：15点、理：25点、社：25点）
30. （9月22日配信分）：久しぶりにサックス「メリーさんの羊」→結果（井口判定）：×
31. （9月29日配信分）：サックス「メリーさんの羊」：○→「オーラ・リー」「アメリカ民謡」：×
32. （10月6日配信分）：2曲目の「オーラリー」再演奏→（やや危うかったものの○）　「聖者の行進」→（○）
33. （10月13日配信分）：「故郷」演奏→×
34. （10月20日配信分）：「グリーンスリーブス」→（○）
35. （10月27日配信分）：演奏曲はタイタニックのテーマ曲「My Heart will go on」→（○）

- 〔※1〕タンギング…音の出だしと音の区切りをハッキリさせること。下の動きを一瞬前歯（木管はリードで）につけて音を出せなくさせ、息は前に出ようと思っても舌のせいで出られなくなる状態がいいタンギングのコツ。
- 〔※2〕低いドを吹けるようになるコツ…サックスに触れずに簡単に低い音の練習が出来る方法。

用意物：瓶もしくはペットボトル
瓶の中に2／3程水を入れる

　　　　　↓

ビンの口に唇をつけ息をビンの中に吹き込む。唇の位置と息の吹く方向と息の量の3つがポイント（成功すれば瓶から音が出る）

　　　　　↓

3回に1回音が出るようになったら水を減らす（これが出来ると低い音がだいぶ出しやすくなる）

## 雑誌の名称について
前述の通り、雑誌としての名称でもある。こちらは隔月刊誌として発売されており、内容は主にブロッコリー製品に関連する漫画や記事などが掲載されている。元々は「季刊デ・ジ・キャラット」（毎年4回発売）だったが、「デ・ジ・キャラットにょ」終了後はギャラクシーエンジェルや他のブロッコリー製品の要素を加えたコミックデ・ジ・キャラット（本章）と改称された。2005年12月10日発売以降は「コミデジ」と改称される。

## リンク
- コミックデ・ジ・キャラット 公式サイト
- 真田アサミ公式ホームページ「□より○」（しかくよりまる）

※番組内で時々真田本人が自分の公式HPの話をすることもあり